# 26 octombrie
ianuarie • februarie • martie  • aprilie  • mai  • iunie  • iulie  • august  • septembrie  • octombrie  • noiembrie  • decembrie
26 octombrie este a 299-a zi a calendarului gregorian și a 300-a zi în anii bisecți. Mai sunt 66 de zile până la sfârșitul anului.

## Evenimente

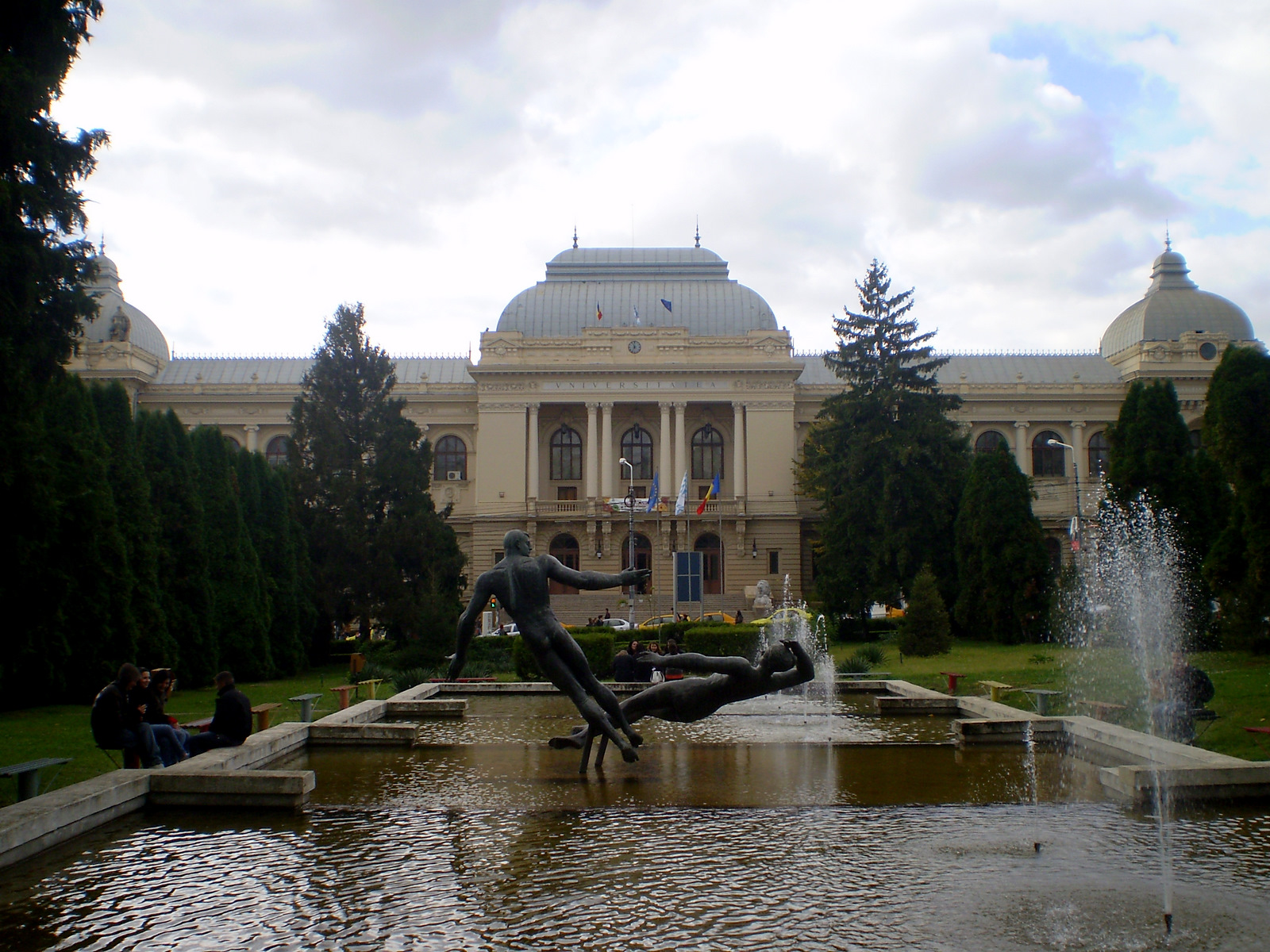
1860: Inaugurarea Universității din Iași.

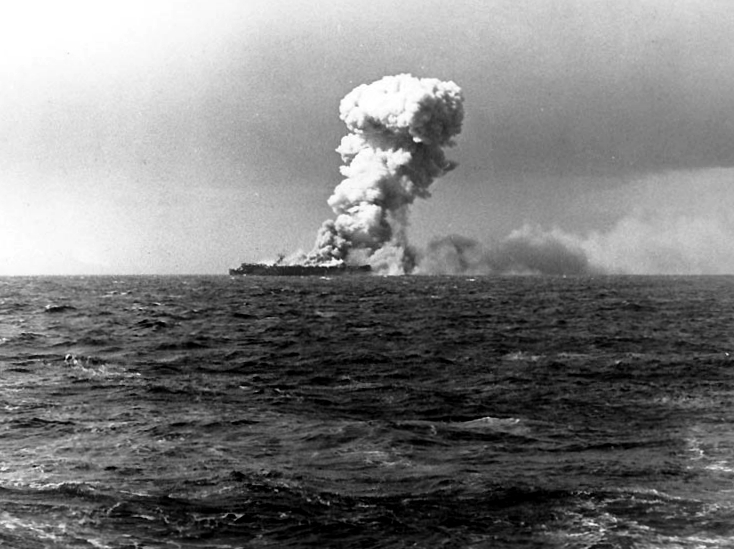
1944: Aliații au învins Marina Imperială Japoneză în bătălia din Golful Leyte.

- 0740: Un cutremur a cauzat pierderi de vieți omenești și mari pagube materiale la Constantinopol.
- 1497: Lupta de la Codrii Cosminului, armatele moldovene conduse de Ștefan cel Mare atacă și înfrâng armata poloneză a lui Ioan Albert al Poloniei.
- 1596: Bătălia de la Keresztes, turcii înfrâng forțele unite ale imperialilor și ale lui Sigismund Báthory.
- 1795: În Franța revoluționară s-a instituit Directoratul, un regim politic în care puterea executivă era încredințată unui guvern format din cinci persoane.
- 1802: În România are loc, la ora 10:55, un cutremur cu o magnitudine de 7,9-8,2 grade pe scara Richter; s-a prăbușit Turnul Colțea din București, dar și Biserica Sfântul Nicolae din Pitești.
- 1824: A fost fondat Teatrul Mic din Moscova.
- 1858: Americanul Hamilton E. Smith a brevetat mașina de spălat cu un sistem de circulare a apei reîncălzite.
- 1860: A fost inaugurată, în prezența lui Alexandru Ioan Cuza, Universitatea din Iași, cu patru facultăți: Drept, Filosofie, Științe și Teologie.
- 1860: A fost înființată la Iași, "Școala de Arte Frumoase și Pinacoteca".
- 1905: A fost semnat Tratatul privind separarea Norvegiei de Suedia. Oscar al II-lea, rege al Suediei (1872-1907) și al Norvegiei (1872-1905), a renunțat la coroana Norvegiei.
- 1909: Pilotul francez, Marie Marvingt, va fi prima femeie care va zbura cu balonul. Va zbura peste Marea Nordului, din Franța în Anglia.
- 1916: Brazilia declară război Germaniei și se alătură Triplei Alianțe.
- 1944: Al Doilea Război Mondial: În una dintre cele mai mari bătălii navale din istorie, forțele Aliaților au învins Marina Imperială Japoneză în bătălia din Golful Leyte în arhipelagul Filipinelor.
- 1965: În Franța, se introduce codul poștal. Codul este format inițial din numărul departamentului și primele trei litere ale numelui orașului.
- 1979: Președintele sud-coreean, Park Chung-Hee, a fost asasinat de către îndelungatul său colaborator Kim Jae-Kyu, șeful Serviciului Coreean de Informații.
- 1987: A fost deschis navigației Canalul Poarta Albă-Midia Năvodari (ramura nordică a Canalului Dunăre-Marea Neagră).
- 1991: Sicriul cu osemintele eroului necunoscut a fost din nou reinstalat în Parcul Libertății (Carol), de unde a fost mutat în anul 1957 și dus la Mărășești.
- 1994: Premierul israelian, Yitzhak Rabin, și cel iordanian, Abdel Salam al-Mujali, au semnat un tratat de pace în prezența președintelui american, Bill Clinton.
- 1994: Matematicianul englez, Andrew Wiles, a anunțat rezolvarea Marii Teoreme a lui Fermat.

## Nașteri
- 1431: Ercole I d'Este, duce de Ferrara (d. 1505)
- 1624: Dosoftei (numele monahal al lui Dimitrie Barila), mare cărturar și mitropolit al Moldovei (d. 1693)
- 1673: Dimitrie Cantemir, domn al Moldovei, scriitor și om de știință de formație enciclopedică (d. 1723)
- 1685: Domenico Scarlatti, compozitor italian (d. 1757)
- 1725: Jean-Pierre de Beaulieu, nobil, general austriac  (d. 1725)
- 1759: Jacques Danton, om politic și orator francez, unul din conducătorii Revoluției Franceze (d. 1794)
- 1800: Helmuth Karl Bernhard Graf von Moltke, general prusac (d. 1891)
- 1802: Miguel I al Portugaliei (d. 1866)
- 1807: Barbu Catargiu, jurnalist și politician român, prim-ministru al Principatelor Române (d. 1862)
- 1844: Nicolae Beldiceanu, poet român (d. 1896)

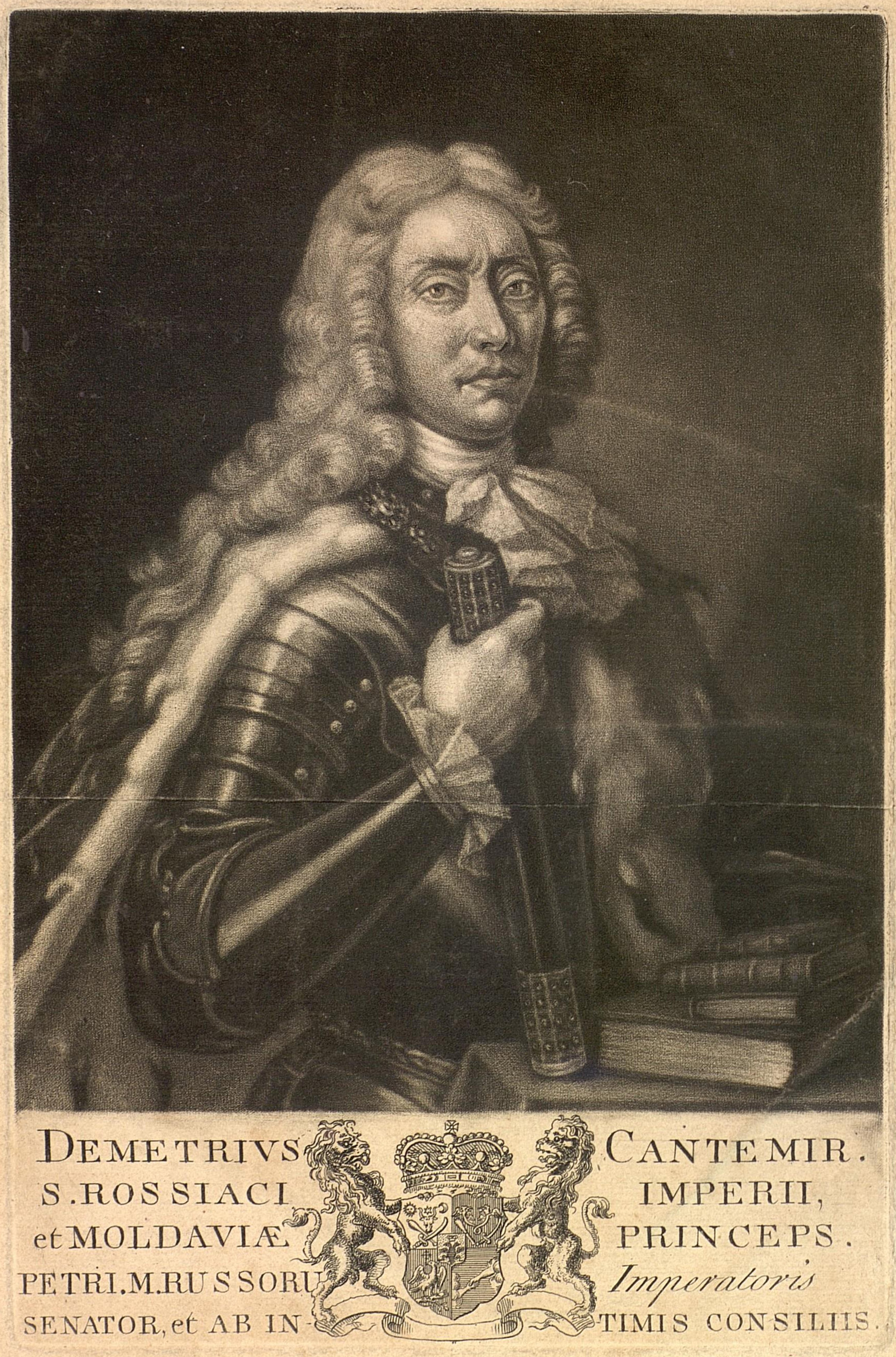
Dimitrie Cantemir, domn al Moldovei
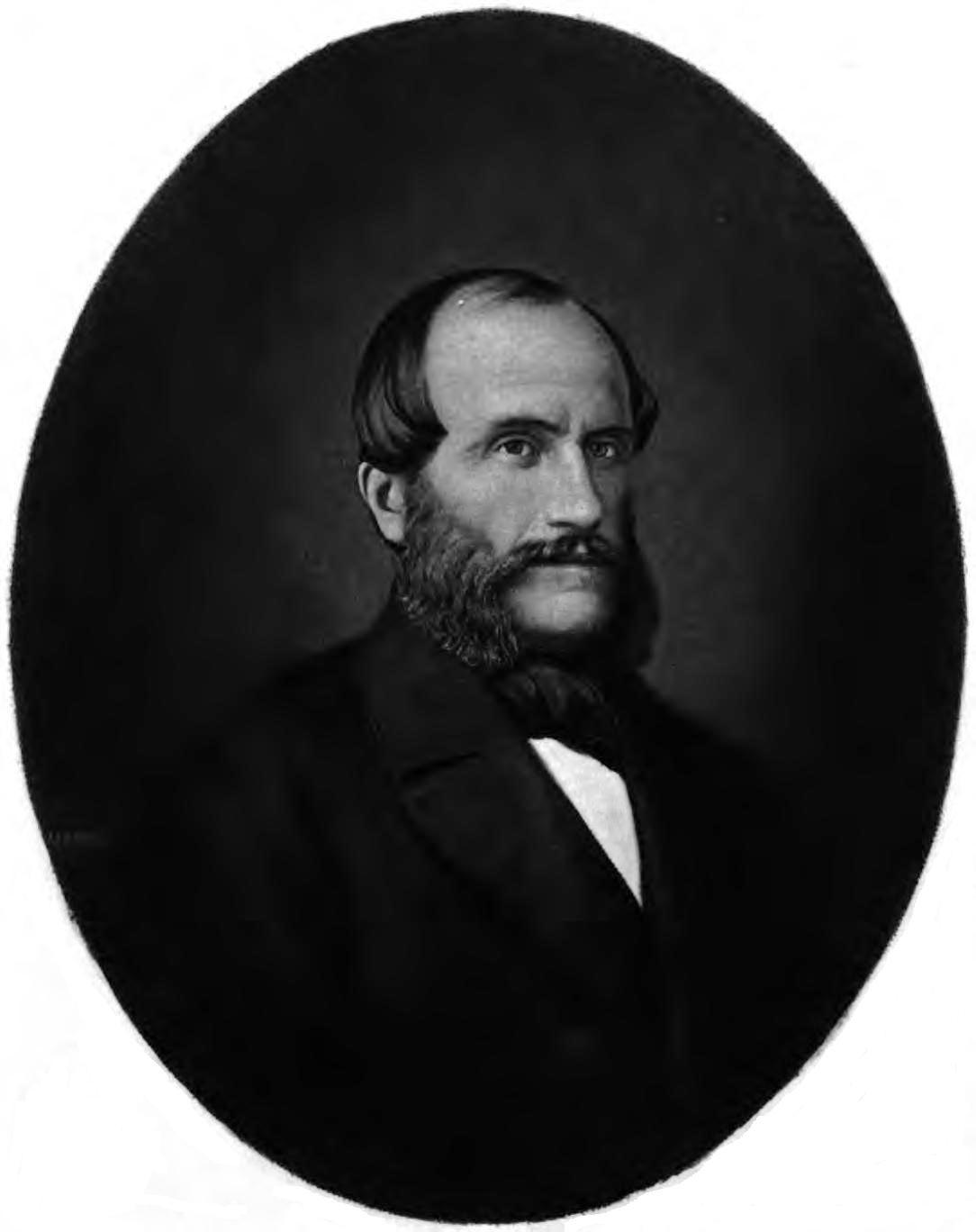
Barbu Catargiu, prim-ministru al Principatelor Române
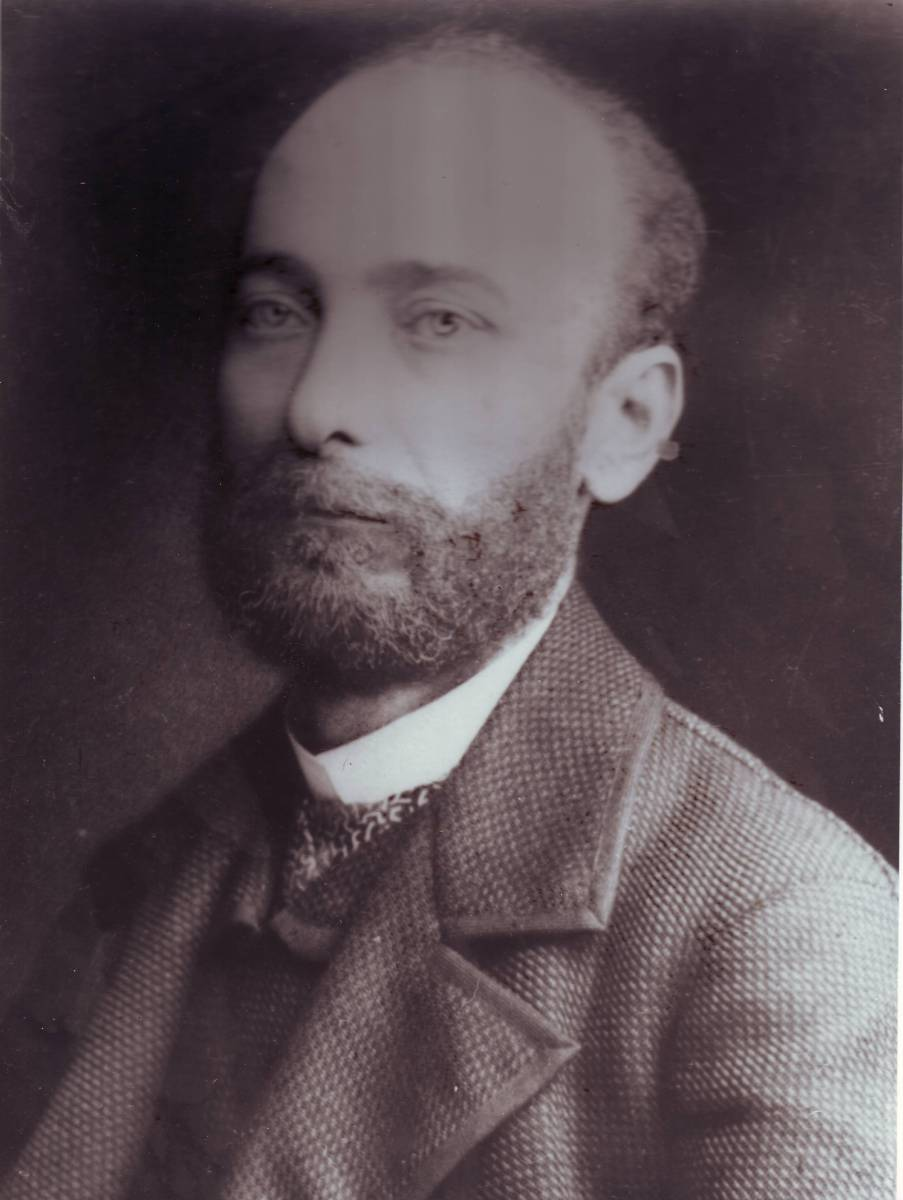
Nicolae Beldiceanu, poet român

- 1849: Ferdinand Georg Frobenius, matematician german (d. 1917)
- 1850: Grigore Tocilescu, istoric, arheolog român (d. 1909)
- 1850: Emanoil Bardasare, pictor român (d. 1935)
- 1861: Demetriu Radu, episcop român unit, senator (d. 1920)
- 1869: Washington Luís Pereira de Sousa, politician brazilian (d. 1957)
- 1872: P.P Negulescu, filosof și politician român (d. 1951)
- 1893: Luigi Carlo Borromeo, episcop italian (d. 1975)
- 1894: Silvia Creangă, matematiciană română (d. 1952)
- 1901: Constantin C. Giurescu, istoric român (d. 1977)
- 1907: Vasile Vasilache, compozitor și actor de revistă român (d. 1944)
- 1911: Mahalia Jackson, interpretă americană de gospel și jazz (d. 1972)
- 1916: François Mitterrand, politician francez, al 21-lea președinte al Franței (d. 1996)
- 1919: Mohammad Reza Pahlavi, ultimul șah în Iran (d. 1980)

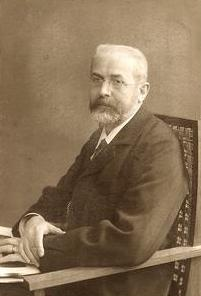
Ferdinand Georg Frobenius, matematician german
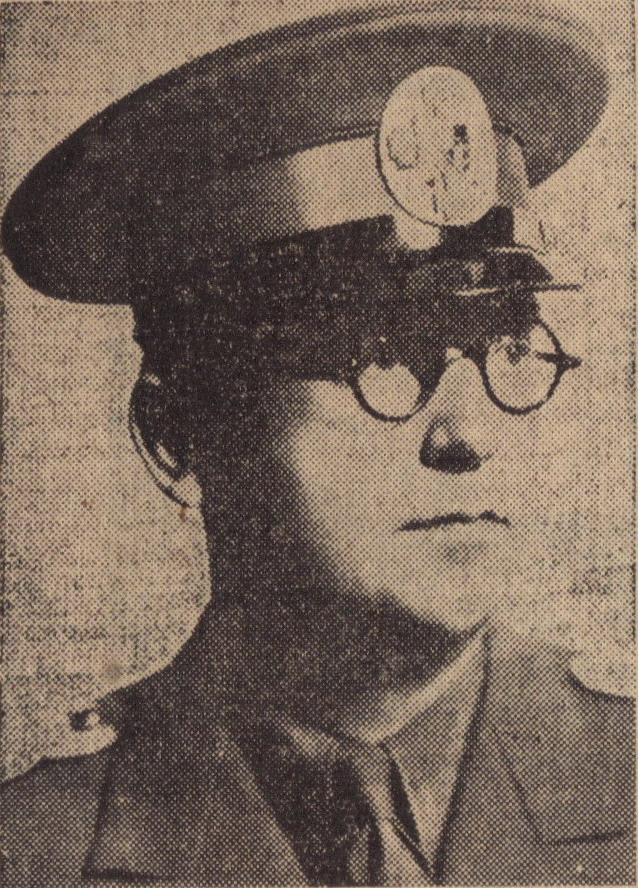
Constantin C. Giurescu, istoric român
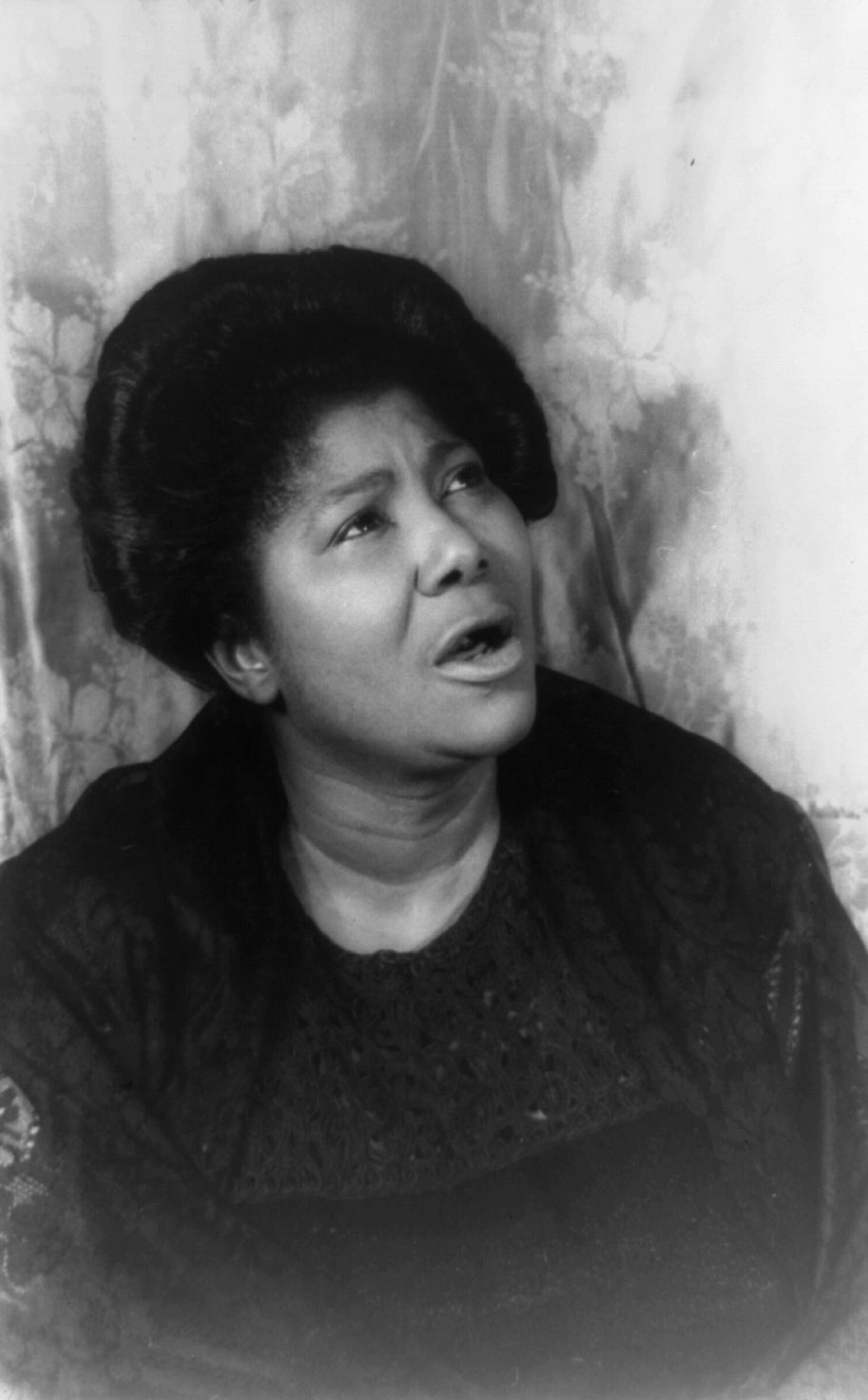
Mahalia Jackson, interpretă americană de gospel și jazz

- 1920: Adrian Fochi, folclorist, etnolog și cercetător român (d. 1985)
- 1923: Gavril Creța, inginer român (d. 2014)
- 1928: Aureliu Busuioc, scriitor din Republica Moldova (d. 2012)
- 1932: Dumitru Rucăreanu, actor român (d. 2013)
- 1942: Bob Hoskins, actor englez (d. 2014)
- 1947: Hillary Clinton, politician american
- 1947: Ian Ashley, pilot britanic de Formula 1
- 1949: Corina Chiriac, interpretă română de muzică ușoară
- 1949: Leonida Lari-Iorga, poetă și politiciană română (d. 2011)
- 1954: Victor Ciorbea, politician român
- 1955: Nicolae Furdui Iancu, cântăreț român de muzică populară
- 1955: Alexandru Sassu, politician român (d. 2021)
- 1959: Evo Morales, politician bolivian, președinte al Boliviei între 2006-2019
- 1961: Calixthe Beyala, scriitoare cameruneză
- 1962: Cary Elwes, actor englez
- 1966: Cristian Preda, profesor de politologie român
- 1967: Petru Movilă, politician român
- 1968: Ecaterina Cuibuș, alpinistă română
- 1975: Andreea Doană, scrimeră română

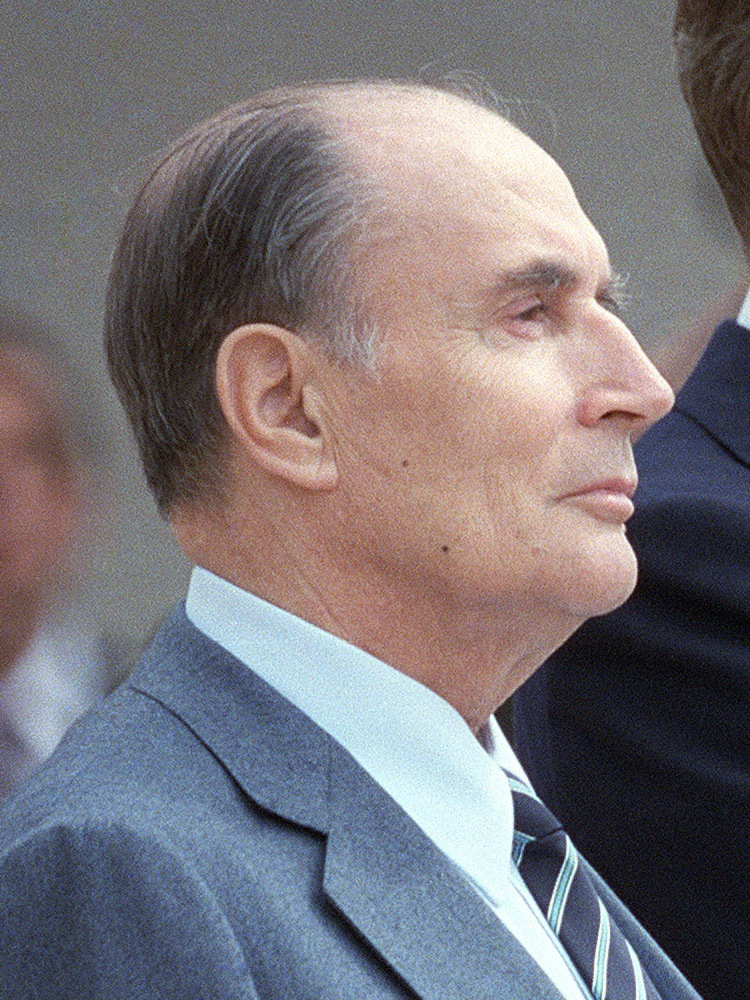
François Mitterrand, al 21-lea președinte al Franței
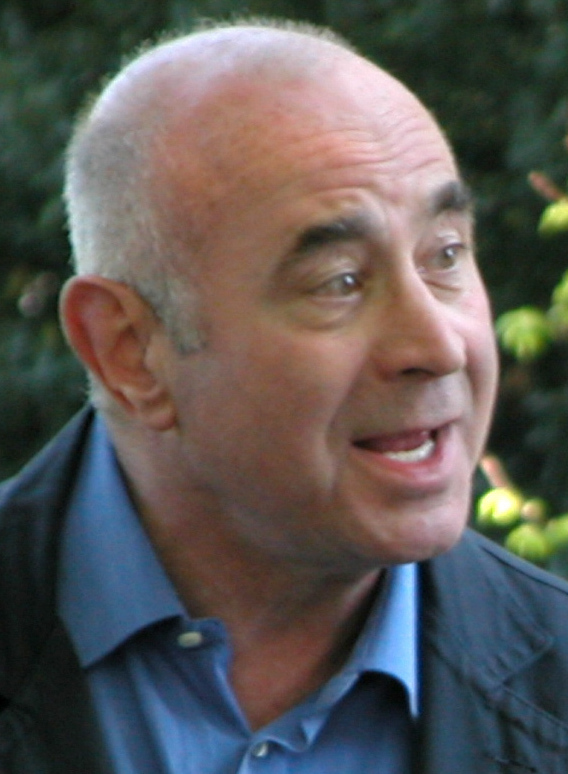
Bob Hoskins, actor englez
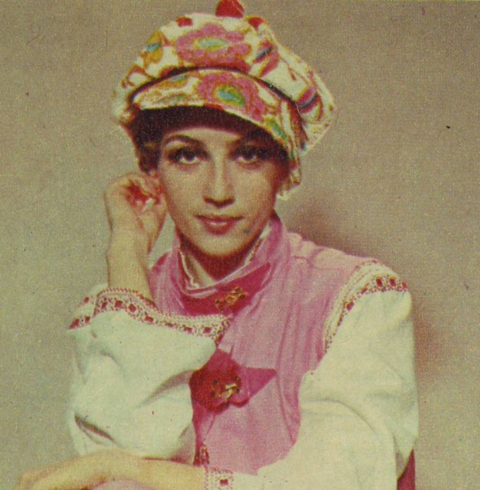
Corina Chiriac, cântăreață română

- 1980: Cristian Chivu, fotbalist român
- 1981: Gheorghe Boghiu, fotbalist moldovean
- 1983: Adriano Correia, fotbalist brazilian
- 1994: Allie DeBerry, actriță americană

## Decese
- 0899: Alfred cel Mare, rege anglo-saxon (n. 849)
- 1580: Ana de Austria, a patra soție a regelui Filip al II-lea al Spaniei (n. 1549)
- 1737: Rinaldo d'Este, Duce de Modena (n. 1655)
- 1764: William Hogarth, pictor și gravor englez (n. 1697)
- 1806: John Graves Simcoe, ofițer și politician englez (n. 1752)
- 1817: Nikolaus Joseph von Jacquin, om de știință austriac (n. 1727)
- 1854: Theresa de Saxa-Hildburghausen, soția regelui Ludovic I al Bavariei (n. 1792)
- 1862: Ducesa Marie Louise de Mecklenburg-Schwerin, ducesă consort de Saxa-Altenburg (n. 1803)
- 1884: Ion Codru-Drăgușanu, scriitor român (n. 1817)
- 1890: Carlo Collodi (Carlo Lorenzini), scriitor italian (n. 1826)
- 1909: Itō Hirobumi, politician japonez, primul prim-ministru al Japoniei (n. 1841)

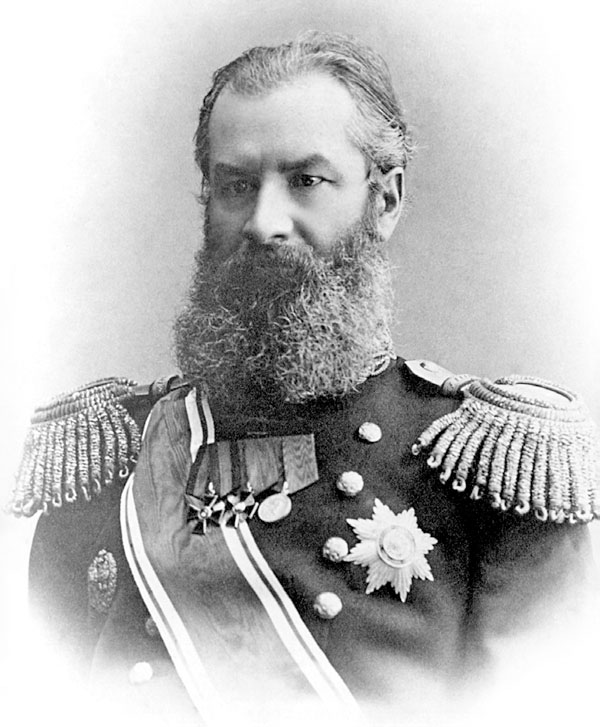
Alexei Krîlov, inginer naval, matematician de origine rusă
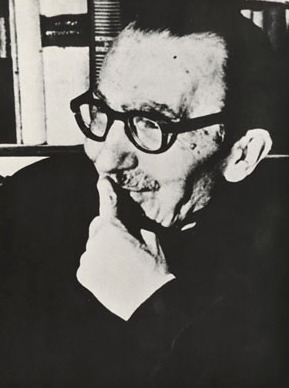
Nikos Kazantzakis, scriitor grec
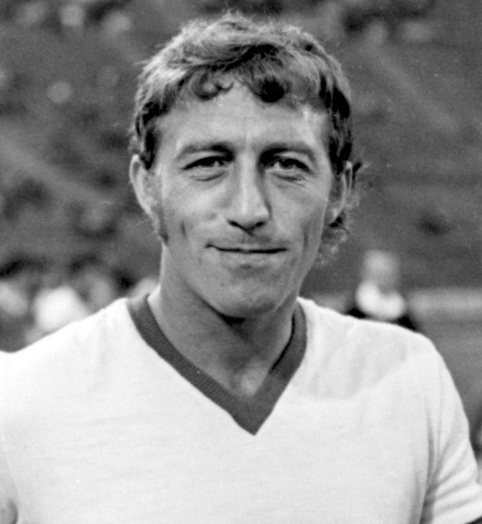
Nicolae Dobrin, fotbalist român

- 1933: José Malhoa, pictor portughez (n. 1855)
- 1934: Frantz Seimetz, pictor luxemburghez (n. 1858)
- 1941: Arkadi Gaidar, autor rus (n. 1904)
- 1944: Prințesa Beatrice a Regatului Unit, membru al familiei regale britanice (n. 1857)
- 1944: Marie Antoinette de Mecklenburg, membră a Casei de Mecklenburg-Schwerin (n. 1857)
- 1945: Alexei Krîlov, inginer naval, matematician și memorialist rus (n. 1863)
- 1948: Iosif Papamihali, martir albanez (n. 1912)
- 1952: Hattie McDaniel, actriță americană (n. 1895)
- 1957: Nikos Kazantzakis, scriitor grec (n. 1883)
- 1957: Gerty Cori, biochimistă ceho-americană, laureat Nobel (n. 1896)
- 1968: Serghei Bernstein, matematician sovietic (n. 1880)
- 1979: Park Chung-hee, general și politician coreean, al 3-lea președinte al Coreei de Sud (n. 1917)
- 1989: Charles J. Pedersen, chimist american, laureat Nobel (n. 1904)
- 2007: Nicolae Dobrin, fotbalist român (n. 1947)
- 2007: Arthur Kornberg, biochimist american, laureat Nobel (n. 1918)
- 2018: György Károly, poet, scriitor maghiar (n. 1953)
- 2019: Abu Bakr al-Bagdadi, conducător al Statului Islamic din Irak și Levant (n. 1971)

## Sărbători
- în calendarul ortodox: Sf. Mare Mucenic Dimitrie, Izvorâtorul de mir (d. sec. IV)
- în calendarul greco-catolic: Sf. Dumitru, izvorâtorul de mir (d. sec. IV)
- în calendarul romano-catolic: Sf. Dumitru din Salonic, martir (d. sec. IV)
- în calendarul anglican: Alfred cel Mare, rege saxon (d. ca. 900, Winchester, Anglia)
- Austria - Ziua Independenței (1955)